# Darío Puccini
Dario Puccini, (1921-1997) hispanista e hispanoamericanista italiano.

## Biografía
Catedrático de la Universidad de Cagliari y en la de Roma "La Sapienza"; uno de los máximos especialistas en la obra de Antonio di Benedetto. Estudió sobre todo la poesía del siglo XX en español. Fue amigo y traductor de Jorge Guillén, Rafael Alberti, Marcos Ana y Octavio Paz; también ha realizado estudios sobre Vicente Aleixandre, Andrés Bello, Pablo Neruda y uno especialmente importante sobre sor Juana Inés de la Cruz. Es autor también de Romancero de la resistencia española (antología, 1960) y Miguel Hernández; vida y obra (1966). Fundó y dirigió (1980) la revista Letterature d'America. 
Dio voz a los poetas antifranquistas y promovió la obra de los escritores hispanoamericanos del Boom en Italia. Participó en el Manifesto dei 101 (1956) que condenaba la invasión soviética en Hungría. Su archivo y biblioteca ha pasado a la Biblioteca Monteverdi de Roma.
- Datos: Q3702646